# Referendum w Syrii w 2012 roku
Referendum konstytucyjne w Syrii odbyło się 26 lutego 2012 w czasie wojny domowej między siłami prezydenta Baszszara al-Asada i zbrojną opozycją. Referendum zostało całkowicie zbojkotowane przez opozycję.

## Kontekst
Głosowanie odbyło się w cieniu walk w kraju. Opozycja wezwała do bojkotu referendum, które zostało okrzyknięte przez nich farsą. Referendum zostało skrytykowane przez zachód. Reforma konstytucyjna, nad którą mieli wypowiedzieć się obywatele miała obejmować wprowadzenie systemu wielopartyjnego, w wyniku czego przełamana mogła zostać dominacja rządzącej partii Baas. Ponadto Asad zaproponował utworzeniu rządu koalicyjnego, w skład którego weszłaby opozycja oraz przeprowadzenie w 2012 wyborów parlamentarnych. Utrzymana miała być za to silna pozycja prezydenta. Jego kadencja miała zostać ograniczona do dwóch, jednak zapis ten nie obejmował rządzącego prezydenta. W liczącym ponad 22 mln ludzi kraju do głosowania uprawnionych było ponad 14,5 mln obywateli w wieku powyżej 18 lat.
Przy frekwencji wynoszącej 57,4%, 89,4% głosujących opowiedziało się za zmianami w konstytucji. Przegłosowane referendum naniosło poprawki do konstytucji, które umożliwiły tworzenie nowych partii politycznych i ograniczyły sprawowanie władzy przez prezydenta do dwóch siedmioletnich kadencji. Zmiany te umożliwiły start w majowych wyborach parlamentarnych 12 partii. Jednak i te wybory zostały zbojkotowane przez organizacje antyrządowe.